# Santa María (volcan d'Argentine)
Pour les articles homonymes, voir Santa Maria.
Ne doit pas être confondu avec Santa María (volcan du Guatemala).
Le Santa María est un volcan d'Argentine actif mais au repos actuellement, situé dans le département de Malargüe de la province de Mendoza. Le volcan est compris dans la réserve provinciale La Payunia.
Il se trouve à 25 kilomètres au nord-nord-ouest du Payún Matrú, et à 35 km au nord du Payún. À l'opposé de ces derniers, il paraît tout petit, son cône émergeant d'à peine 100 mètres du plateau environnant. Mais son activité volcanique a été intense, témoin la gigantesque coulée de lave sombre dite Escorial de la Media Luna de 35 kilomètres de long dont il est l'auteur.